# Agustín Manzo
Agustín Manzo Ponce (* 16. Oktober 1958 in Mexiko-Stadt) ist ein ehemaliger mexikanischer Fußballspieler auf der Position eines Stürmers. Er ist der Zwillingsbruder von Armando Manzo.

## Leben

### Vereine
Seinen ersten Profivertrag erhielt Manzo 1976 bei seinem Heimatverein Club América. Über Stationen beim Puebla FC (Saison 1980/81) und bei Deportivo Toluca (1981 bis 1984) kam Manzo in die Hauptstadt zurück, wo er zwischen 1984 und 1989 beim CD Cruz Azul unter Vertrag stand. Seine letzte Spielzeit in der mexikanischen Primera División verbrachte er beim Tampico-Madero FC (1989/90).

### Nationalmannschaft
Seinen ersten Länderspieleinsatz für die mexikanische Fußballnationalmannschaft absolvierte Manzo am 21. Januar 1979 in einem Freundschaftsspiel gegen die Sowjetunion, das in Los Angeles ausgetragen wurde und 0:1 verloren wurde. Seine denkwürdigsten Spiele lieferte er sich 1980 in zwei Begegnungen mit Honduras: beim 1:0-Sieg am 18. März in Tegucigalpa wurde Manzo des Feldes verwiesen und beim nächsten Aufeinandertreffen am 8. April in Toluca steuerte er zwei Treffer zum 5:0-Sieg seiner Mannschaft bei. Seine beiden anderen Länderspieltreffer erzielte Manzo bereits eine Woche später am 15. April beim 4:2 gegen Guatemala.